# Rio Canalul Oporelu
O Rio Canalul Oporelu é um rio da Romênia, afluente do Olt, localizado no distrito de Olt.